# Франческо Браччоліні
Франческо Браччоліні (італ. Francesco Bracciolini) — італійський поет.

## Біографія
Франческо Браччоліні народився 26 листопада 1566 року в Пістої; в сорокарічному віці вступив у духовне звання і став секретарем кардинала Маффео Барберіні, згодом секретарем папи Урбана VIII, який, вступивши на папський престол (1623), запросив його до Риму, дав йому титул dalle api (що означає — від бджіл) і право помістити на своєму гербі трьох бджіл дому Барберіні. Після смерті Урбана Браччоліні повернувся в Пістойю, де і помер 31 серпня 1646 року.
З його поетичних творів почасти серйозних, а почасти комічних вирізняється сатирична поема «Жарт богів» («Lo scherzo degli dei», Флоренція, 1618; новіше видання Мілан, 1828, 2т.). Великий успіх мала свого часу і його героїчна поема «Віднайдений хрест» («La croce racquistata») у 35 піснях (Флоренція, 1618). Окрім того Браччоліні був автором кількоїх еклог і багатьох різних віршів, виданих під назвою «Грайливі вірші» («Poesi giocose», найповніше видання Флоренція, 1826, 2 т.).

## Твори
- Bracciolini, Francesco (1611). Croce racquistata. Venezia: appresso Bernardo Giunti, Giovanni Battista Ciotti, & compagni.
- Bracciolini, Francesco (1613) [1612]. L'Evandro, Tragedia (вид. 2). Firenze: appresso Giandonato, e Bernardino Giunti, e compagni.
- Bracciolini, Francesco (1613). L'Harpalice, tragedia. Firenze: Appresso Giandonato e Bernardino Giunti e compagni.
- Bracciolini, Francesco (1618). Dello scherno degli Dei. Firenze: appresso Paolo Guerigli.
- Bracciolini, Francesco (1628). L'elettione di Urbano Papa VIII. Roma: s.n.t.
- Bracciolini, Francesco (1630). La Roccella espugnata. Roma: Giacomo Mascardi.
- Bracciolini, Francesco (1637). La Bulgheria convertita. Roma: Giacomo Mascardi.